# Echinax javana
Echinax javana is een spinnensoort uit de familie van de loopspinnen (Corinnidae).
De wetenschappelijke naam van de soort werd in 1995 als Copa javana gepubliceerd door Christa Laetitia Deeleman-Reinhold.